# شيح شجيري
الشيح الشجيري أو ذَقْن الشيخ أو شَيْبَة أو رِيحان أبيض (باللاتينية: Artemisia arborescens) نوع نباتي يتبع جنس الشيح من الفصيلة النجمية.

## الموئل والانتشار
النبات واطن في بلاد الشام والمغرب العربي وبعض مناطق حوض البحر الأبيض المتوسط.